# Decaspermum
Decaspermum ist eine Pflanzengattung innerhalb der Familie der Myrtengewächse (Myrtaceae). Die etwa 34 Arten kommen ursprünglich in Südostasien (beispielsweise China), Malesien, Neuguinea, auf Pazifischen Inseln und in den australischen Bundesstaaten Queensland sowie New South Wales vor.

## Beschreibung

### Erscheinungsbild und Blätter
Decaspermum-Arten wachsen als immergrüne Sträucher oder Bäume. Junge oberirdische Pflanzenteile können behaart oder kahl sein. Die im Querschnitt stielrunden oder vierkantigen Zweige besitzen eine kahle oder behaarte Rinde. Sie enthalten ätherische Öle.
Die gegenständig an den Zweigen angeordneten Laubblätter sind in Blattstiel und Blattspreite gegliedert. Die einfachen Blattspreiten sind drüsig punktiert und fiederadrig mit intramarginalen Blattadern. Die relativ kleinen und fadenförmigen Nebenblätter fallen früh ab.

### Blütenstände und Blüten
Die Blüten stehen einzeln oder zu wenigen in meist seiten- oder seltener endständigen, zymösen, traubigen oder rispigen Blütenständen. Die Deckblätter sind oft relativ klein und manchmal fallen sie früh ab.
Die oft duftenden Blüten sind zwittrig, aber manchmal auch rein männlich an einem Exemplar. Die radiärsymmetrischen Blüten sind selten drei- bis meist fünfzählig mit doppelter Blütenhülle. Der Blütenbecher (Hypanthium) ist kugelig, krugförmig oder verkehrt-kegelförmig. Die meist fünf manchmal etwas ungleichen Kelchblätter sind haltbar. Die meist fünf freien, weißen bis rosafarbenen Kronblätter sind drüsig punktiert. In mehreren Kreisen sind viele fertile Staubblätter angeordnet. Die freien Staubfäden sind fadenförmig. Die kugeligen Staubbeutel öffnen sich mit einem longitudinalen Schlitz. Drei bis zwölf Fruchtblätter sind zu einem unterständigen, drei- bis zwölfkammerigen Fruchtknoten verwachsen. In jeder Fruchtknotenkammer sind in zentralwinkelständiger Plazentation meist ein bis zwei, seltener bis zu vier Samenanlagen enthalten. Der fadenförmige Griffel endet in einer kopfigen oder schildförmigen (peltaten) Narbe.

### Früchte und Samen
Die kugeligen Beeren sind vertikal gerippt und enthalten drei bis etwa zwanzig Samen. Die Kelchblätter sind auf den Früchten erkennbar. Die Samen sind durch vertikale falsche Scheidewände voneinander getrennt. Die Samenschale (Testa) ist hart. Der gekrümmte, hufeisenförmige Embryo besitzt eine lange Radikula und zwei sehr kleine Keimblätter (Kotyledonen).

## Verbreitung und Gefährdung
Die Gattung Decaspermum kommt mit etwa 34 Arten in Südostasien (neun Arten, beispielsweise südliches China), Malesien, Neuguinea (etwa 14 Arten), auf Pazifischen Inseln und in den australischen Bundesstaaten Queensland (zwei Arten) sowie New South Wales (eine Art) vor.
In Australien gilt Decaspermum struckoilicum als „Endangered“ = „stark gefährdet“. In der Roten Liste der IUCN wird nur Decaspermum vitiense als „Least Concern“ = „nicht gefährdet“ geführt; diese Bewertung ist von 1998 und bedarf einer Überprüfung, es handelt sich um einen der häufigsten Baumarten auf den Fidschi-Inseln.

## Systematik
Die Gattung Decaspermum wurde 1775 durch Johann Reinhold Forster und Georg Forster in Characteres Generum Plantarum, 1. Auflage, S. 73, Tafel 37 aufgestellt. Typusart ist Decaspermum fruticosum J.R.Forst. & G.Forst. Synonyme für Decaspermum J.R.Forst. & G.Forst. sind: Nelitris Gaertn., Pyrenocarpa HungT.Chang & R.H.Miao nom. inval. Der Gattungsname Decaspermum setzt sich aus den griechischen Wörtern deca (δέκα) für zehn und sperma (σπέρμα) für Samen zusammen, dies bezieht sich auf die Zahl der Samen des Typusmaterials.
Die Gattung Decaspermum gehört zur Tribus Myrteae in der Unterfamilie Myrtoideae innerhalb der Familie der Myrtaceae.
Es gibt etwa 30 bis 34 Decaspermum-Arten (hier mit ihrer Verbreitung):
- Decaspermum albociliatum Merr. & L.M.Perry: Dieser Endemit kommt nur in Baoting in der chinesischen Provinz Hainan in Wäldern in Höhenlagen von 200 bis 400 Meter vor.
- Decaspermum alpinum P.Royen: Sie ist in Neuguinea beheimatet.[3]
- Decaspermum arfakense Diels: Sie ist im westlichen Neuguinea beheimatet.[3]
- Decaspermum austrohainanicum H.T.Chang & R.H.Miao: Sie ist nur von der Typusaufsammlung im südlichen Hainan (Yaxian: Yanglin Shan) bekannt.
- Decaspermum belense Merr. & L.M.Perry: Sie ist im westlichen Neuguinea beheimatet.[3]
- Decaspermum blancoi Vidal: Sie ist auf den Philippinen beheimatet.[3]
- Decaspermum bracteatum (Roxb.) A.J.Scott: Sie kommt auf Sulawesi und Neuguinea vor.[3]
- Decaspermum cryptanthum A.J.Scott: Dieser Endemit kommt nur auf der Fidschi-Insel Vanua Levu vor.[3]
- Decaspermum exiguum Merr. & L.M.Perry: Sie ist in Papua-Neuguinea beheimatet.[3]
- Decaspermum forbesii Baker f.: Sie ist in Papua-Neuguinea beheimatet.[3]
- Decaspermum fruticosum J.R.Forst. & G.Forst.: Sie ist auf Inseln des Südpazifik beheimatet.[3]
- Decaspermum glabrum H.T.Chang & R.H.Miao: Sie ist nur von der Typusaufsammlung an Berghängen im südwestlichen Guangdong (Zhanjiang Diqu) bekannt.
- Decaspermum gracilentum (Hance) Merr. & L.M.Perry: Sie kommt in Wäldern auf mittleren Höhenlagen in Vietnam, auf Hengchun Peninsula sowie Lan Yu in Taiwan und in den chinesischen Provinzen Guangdong, Guangxi, südlichen Guizhou sowie Hunan vor.
- Decaspermum hainanense (Merr.) Merr.: Sie kommt in Wäldern oder Dickicht auf Ton oder humusreichen Böden in Höhenlagen von 400 bis 2500 Meter in der Provinz Hainan vor.
- Decaspermum humile (Sweet ex G.Don) A.J.Scott: Sie kommt in den australischen Bundesstaaten Queensland sowie New South Wales vor.[3]
- Decaspermum lanceolatum J.W.Moore: Dieser Endemit kommt nur auf der Insel Raiatea, die zu den Gesellschaftsinseln gehört, vor.[3]
- Decaspermum lorentzii Lauterb.: Sie ist im westlichen Neuguinea beheimatet.[3]
- Decaspermum montanum Ridl.: Sie ist weit verbreitet in Hainan, Kambodscha, Malaysia, Thailand und Vietnam.[3]
- Decaspermum neoebudicum Guillaumin: Sie ist in Vanuatu beheimatet.[3]
- Decaspermum neurophyllum K.Schum. & Lauterb.: Sie ist in Neuguinea beheimatet.[3]
- Decaspermum nitentifolium Merr. & L.M.Perry: Sie ist in Neuguinea beheimatet.[3]
- Decaspermum nivale (Ridl.) Merr. & L.M.Perry: Sie ist in Neuguinea beheimatet.[3]
- Decaspermum parviflorum (Lam.) A.J.Scott: Sie ist weit verbreitet im südlichen China, in Vietnam, Kambodscha, nordöstlichen Indien, Myanmar, Thailand, Malaysia, Indonesien, auf den Philippinen und auf Pazifischen Inseln.[3]
- Decaspermum parvifolium (Ridl.) A.J.Scott: Diese Art ist weitverbreitet in Südostasien bis westlichen Pazifik.[3]
- Decaspermum philippinum A.J.Scott: Sie kommt nur auf der philippinischen Insel Palawan vor.[3]
- Decaspermum prunoides Diels: Sie ist in Papua-Neuguinea beheimatet.[3]
- Decaspermum raymundi Diels: Sie ist auf den Karolinen beheimatet.[3]
- Decaspermum salomonense A.J.Scott: Sie ist auf den Salomonen beheimatet.[3]
- Decaspermum struckoilicum N.Snow & Guymer: Diese erst 2001 neu beschriebene Art ist im östlichen-zentralen Queensland beheimatet.[3]
- Decaspermum teretis Craven: Diese erst 2006 neu beschriebene Art kommt im südlichen Hainan vor.[3]
- Decaspermum triflorum A.J.Scott: Sie ist auf den Kleinen Sundainseln beheimatet.[3]
- Decaspermum urvillei (DC.) A.J.Scott: Sie kommt auf dem Bismarck-Archipel vor.[3]
- Decaspermum vitiense (A.Gray) Nied.: Sie kommt auf den Fidschi-Inseln vor.[3]
- Decaspermum vitis-idaea Stapf: Sie kommt auf Borneo und Sulawesi vor.[3]